# Haga och Byle
Haga och Byle är en bebyggelse nordost om Skölsta i Uppsala kommun, Uppland. Vid SCB:s ortsavgränsning 2020 avgränsades här en småort.